# Ардкрони

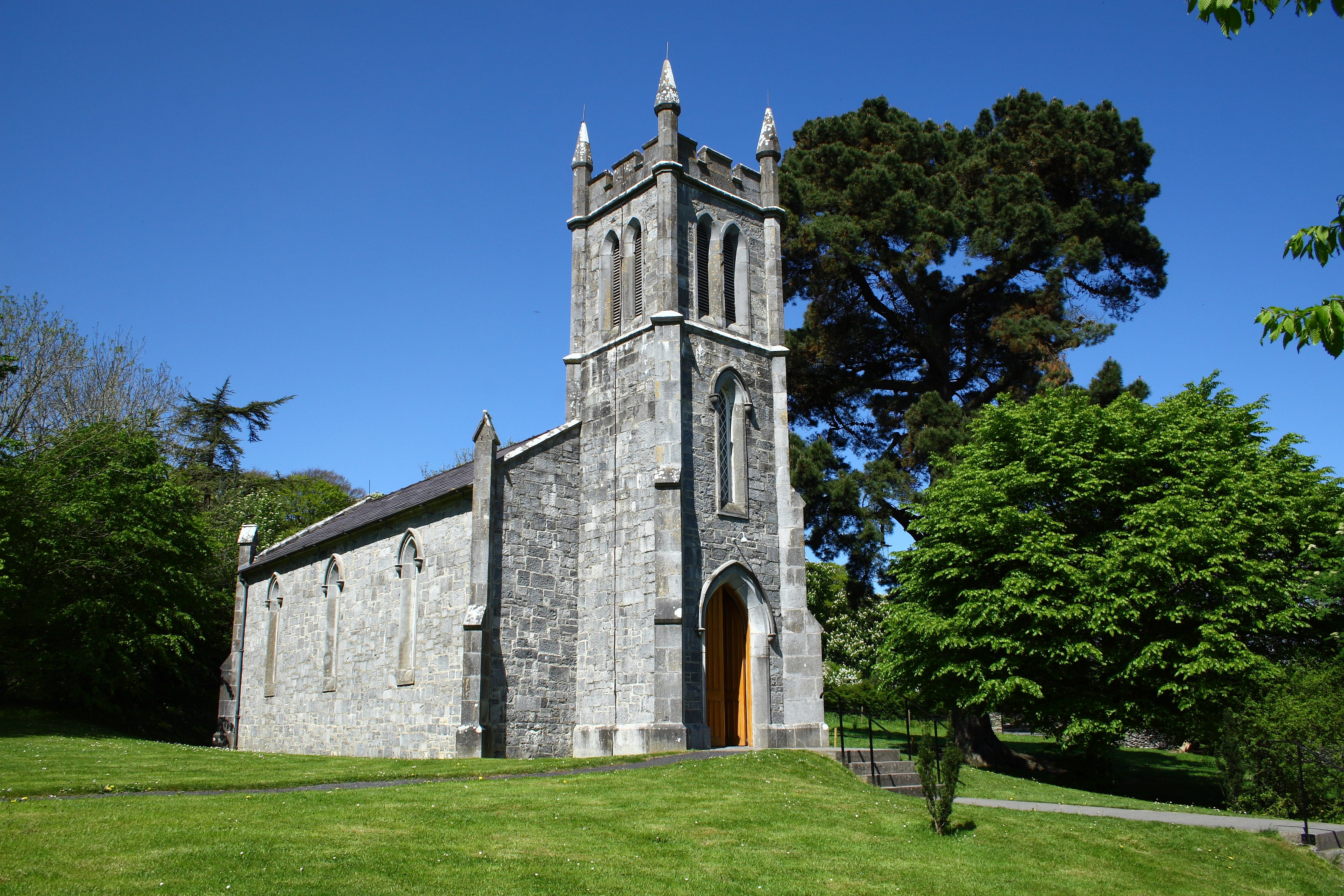
Церковь Ирландии

Ардкрони (англ. Ardcroney; ирл. Ard Cróine) — деревня в Ирландии, находится в графстве Северный Типперэри (провинция Манстер) у трассы N52.